# ゴンルン寺
ゴンルン寺 (ワイリー方式：dgon lung byams pa gling; 蔵文拼音：དགོན་ལུང་བྱམས་པ་གླིང་。原名佑寧寺や郭隆寺）は、中国の青海省互助土族自治県の五十郷寺灘村にある寺院。

## 概要
ゴンルン寺は明代創建。チャンキャ・ホトクトとトゥカン・ホトクトの本寺である。
清代雍正元年（1723年）に焼失するが、清雍正十年（1732年）に重建。

## ギャラリー

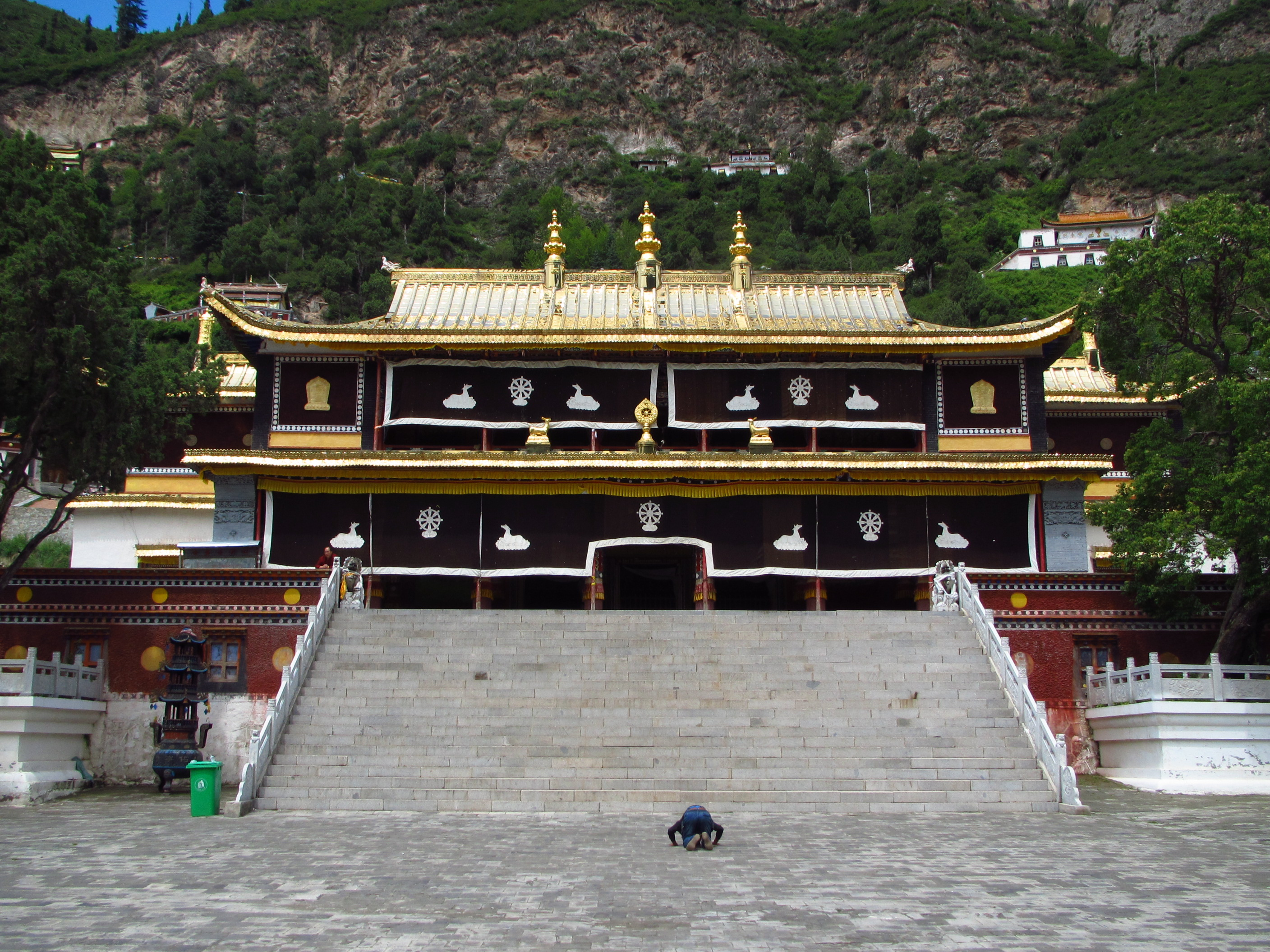
Front view of Gönlung Jampa Ling main temple
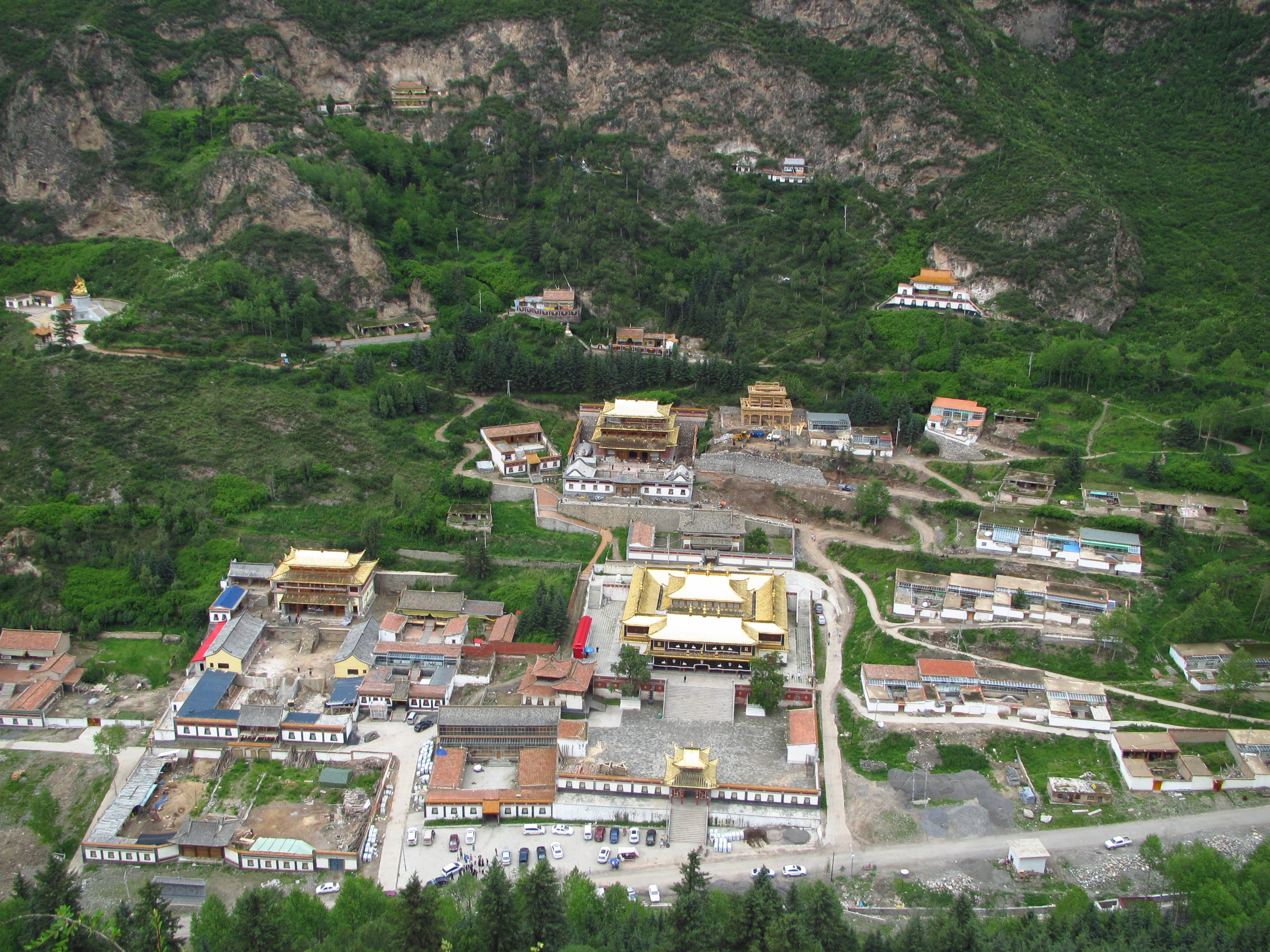
View of Gönlung Jampa Ling from above
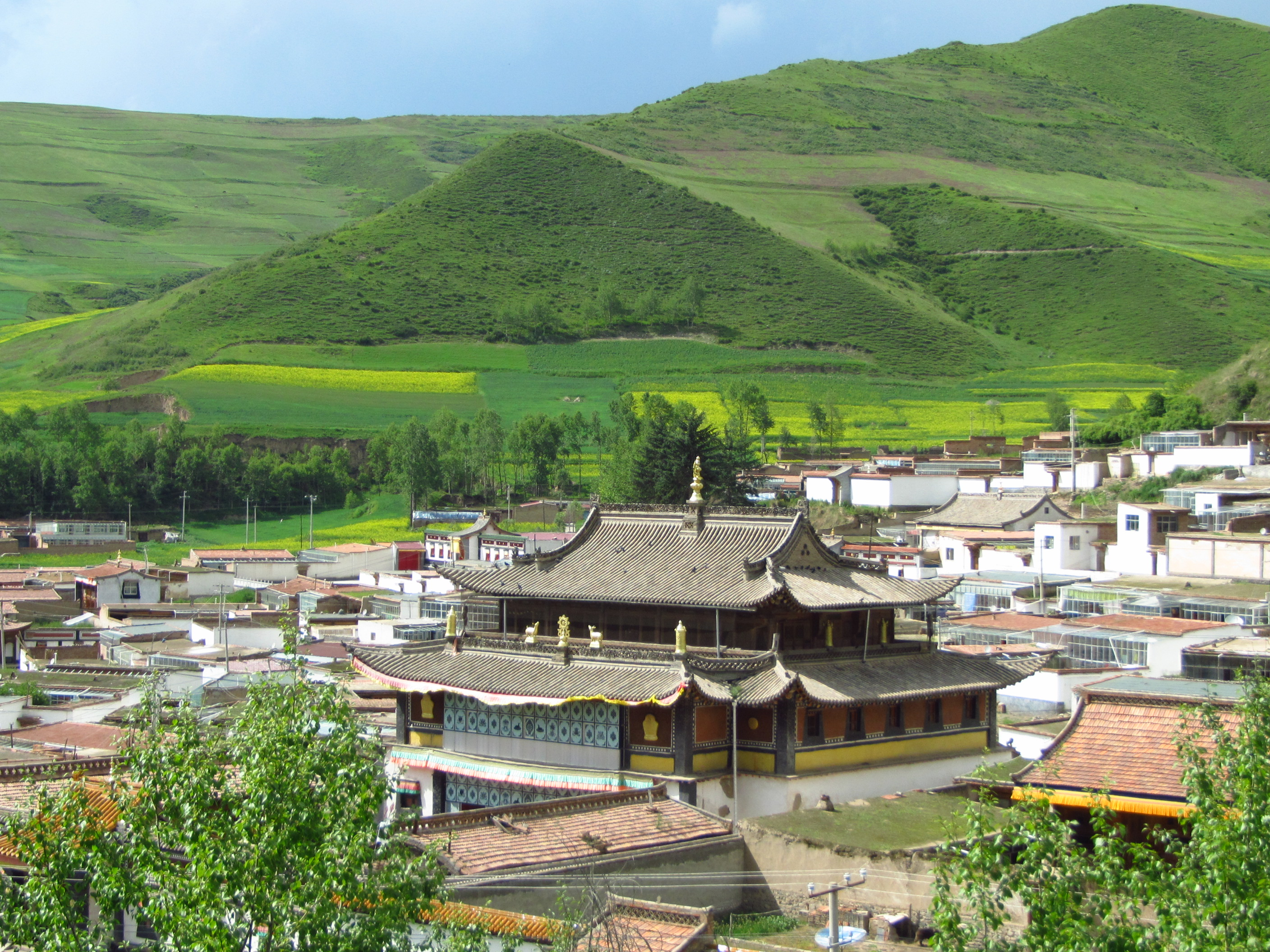
View of Gönlung Jampa Ling west temple from the east